# Викторопольское сельское поселение
Викторопо́льское се́льское поселе́ние — муниципальное образование в составе Вейделевского района Белгородской области Российской Федерации.
Административный центр — посёлок Викторополь.

## История
Викторопольское сельское поселение образовано 20 декабря 2004 года в соответствии с Законом Белгородской области № 159.

## Население
| 2010  | 2011  | 2012  | 2013  | 2014  | 2015  | 2016  | 2017  | 2018  |
| ----- | ----- | ----- | ----- | ----- | ----- | ----- | ----- | ----- |
| 1681  | ↘1670 | ↘1646 | ↘1611 | ↗1612 | ↘1600 | ↘1586 | ↘1546 | ↘1508 |
| 2019  | 2020  | 2021  |       |       |       |       |       |       |
| ↘1461 | ↘1444 | ↗1716 |       |       |       |       |       |       |

## Состав сельского поселения
| № | Населённый пункт | Тип населённого пункта          | Население |
| - | ---------------- | ------------------------------- | --------- |
| 1 | Викторополь      | посёлок, административный центр | ↘1144     |
| 2 | Голубцов         | хутор                           | ↘13       |
| 3 | Каписевка        | хутор                           | ↘0        |
| 4 | Лаптиев          | хутор                           | ↘2        |
| 5 | Олейники         | село                            | ↘191      |
| 6 | Опытный          | посёлок                         | ↘166      |
| 7 | Орлов            | хутор                           | ↘165      |
| 8 | Якименков        | хутор                           | ↘0        |